# Николаи, Александр Павлович
Барон Алекса́ндр Па́влович [фон] Никола́и (нем. Alexander Freiherr von Nicolay; 1821, Копенгаген — 1899, Тифлисская губерния) — государственный деятель Российской империи; статс-секретарь Его Императорского Величества (с 19 февраля 1863), сенатор (с 1 января 1863 года), действительный тайный советник (с 30 августа 1873), член Государственного Совета (с 30 августа 1875 года), министр народного просвещения (с 24 марта 1881 — по 16 марта 1882).

## Биография
Происходил из шведского дворянского рода Николаи, в начале XVIII века переселившегося во Францию. В 1769 году его дед, профессор логики страсбургского университета Людвиг-Генрих Николаи, был приглашён Екатериной II на российскую службу и назначен библиотекарем и секретарём великого князя Павла Петровича.
Родился 25 февраля 1821 года в Копенгагене в семье дипломата Павла Андреевича Николаи (1777—1866); мать — принцесса Александрина Симплиция де Бройли (1787—1824), внучка французского маршала Виктора Франсуа, 2-го герцога де Бройли.
Весной 1839 года Александр Николаи окончил Царскосельский лицей с серебряной медалью и, получив чин титулярного советника, начал службу в канцелярии новороссийского и бессарабского генерал-губернатора. Затем служил в канцелярии кавказского наместника князя М. С. Воронцова. Камергер Двора Его Императорского Величества с 22 августа 1849 года.

Александр Павлович Николаи с дочерью Марией

В 1845 году участвовал в экспедиции в Дарго, был при взятии укреплённого аула Салты и получил награду за храбрость. В 1848 году был назначен директором походной канцелярии М. С. Воронцова, в 1852 году — членом совета Главного управления Закавказского края и попечителем Кавказского учебного округа. В 1859 году вошёл в состав членов Совета наместника, в 1860 году назначен начальником Управления сельского хозяйства и промышленности на Кавказе и за Кавказом. Затем, пробыв короткое время попечителем Киевского учебного округа, 28 декабря 1861 года Александр Николаи был назначен товарищем нового министра народного просвещения А. В. Головнина и членом Главного управления цензуры с производством в тайные советники. После упразднения в 1862 году Главного управления цензуры, был назначен в Правительствующий сенат.
В 1863 году вернулся на Кавказ в должности начальника Главного управления кавказского наместника и председателя Закавказского центрального комитета об устройстве быта помещичьих крестьян. С 1865 по 1880 год А. П. Николаи активно работал в различных комиссиях, создававшихся при Министерстве народного просвещения — по финансовым и административным вопросам. В частности, он участвовал в разработке либерального университетского устава 1863 года, а также примерного устава народных училищ (1864 год) и активно проводил крестьянскую и судебную реформу на Кавказе.

### Министр просвещения
После ухода своего предшественника А. А. Сабурова, руководившего работой министерства чуть менее года, Александр Павлович Николаи был назначен 24 марта 1881 года министром народного просвещения. Утверждённый спустя две недели после смерти императора Александра II при активном содействии министра внутренних дел М. Т. Лорис-Меликова, либеральный министр просвещения Александр Николаи спустя всего месяц после назначения оказался лицом к лицу с новым консервативным курсом, провозглашённым Александром III в своём первом манифесте 29 апреля 1881 года.
Так же, как и его предшественник Сабуров, подавший в отставку сразу после убийства императора, Александр Павлович Николаи — пробыл на посту министра народного просвещения чуть менее года. Выступил против мер, предложенных для предотвращения студенческих беспорядков специальной межведомственной комиссией под председательством И. Д. Делянова, и, не встретив поддержки со стороны императора Александра III, подал в отставку 16 марта 1882 года; на его место вскоре был назначен И. Д. Делянов, при котором в политике министерства на долгие годы возобладал консервативно-охранительный курс, вполне соответствовавший духу царствования Александра III.
Из-за кратковременности своего управления он не успел претворить в жизнь сколько-нибудь существенные меры. Из немногого, что удалось сделать за один год Николаи на своём посту, можно назвать только официальное разрешение деятельности низших земских школ грамоты, которые прежде существовали как бы полулегально, безо всякого официального статуса.

### Окончание карьеры
После отставки с должности министра народного просвещения, с 1884 по 1889 год Александр Николаи занимал пост председателя Департамента законов Государственного совета.
В 1894 году в записке «Pia desideria» он изложил план преобразования системы среднего образования: установление единого курса в младших классах всех средних общеобразовательных учебных заведений, уравнивание в правах на поступление в высшие учебные заведения выпускников гимназий и реальных училищ, расширение курса истории, географии и русского языка в гимназиях за счёт сокращения преподавания древних языков.
Последние десять лет Александр Павлович Николаи прожил в своём закавказском имении Лачино Тифлисской губернии, где и скончался в возрасте 78 лет, в ночь со 2 на 3 июля 1899 года. Был похоронен в Петербурге на Волковском лютеранском кладбище; могила утрачена.

## Награды
- Орден Святой Анны 2-й степени (12.10.1847)
- Орден Святого Владимира 3-й степени (26.08.1856)
- Орден Святого Станислава 1-й степени (30.08.1858)
- Орден Святой Анны 1-й степени с мечами (30.08.1860)
- Орден Белого орла (08.11.1864)
- Орден Святого Александра Невского (08.11.1866)
- Бриллиантовые знаки к ордену Святого Александра Невского (30.08.1870)
- Орден Святого Владимира 1-й степени (01.01.1879)
- Орден Святого апостола Андрея Первозванного (27.12.1886)
- Бриллиантовые знаки к ордену Святого апостола Андрея Первозванного (01.10.1890)
- Знак отличия беспорочной службы за XV лет (22.08.1858)

Иностранные:
- Персидский орден Льва и Солнца 2-й степени с алмазами (1846)
- Турецкий орден Нишани-Ифтигар 2-й степени (1847)
- Персидский орден Льва и Солнца 1-й степени (1864)
- Турецкий орден Османие 1-й степени (1872)

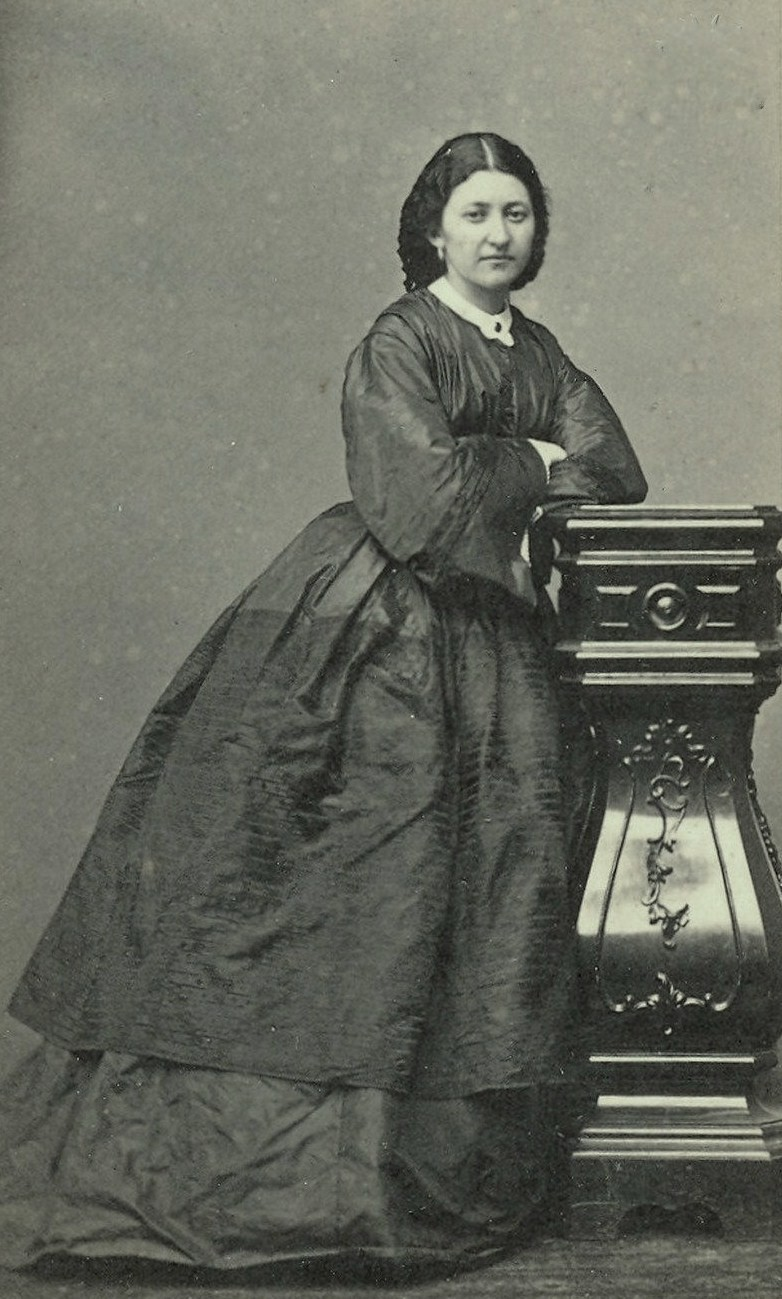
Софья Чавчавадзе, жена

## Семья
Был женат на княжне Софье Александровне Чавчавадзе (1833—1862), дочери поэта, генерала, князя Александра Чавчавадзе. В этом браке родилась:
- Мария (Мака) Александровна Николаи (1859—1919), фрейлина двора, была замужем за князем Г. Д. Шервашидзе[7].